# Велика награда Јапана
Велика награда Јапана (јап. 日本グランプリ) трка је у оквиру шампионата Формуле 1.
То је дуго била једна од најинтресантнијих трка у сезони, понајвише захваљујући специфичном дизајну стазе Сузука, али и чињеници да је дуго година то била трка која је затварала сезону и одређивала победника такмичења формуле 1.

## Историја
Велика награда Јапана се додељује, са прекидима, од 1976. године.
Традиционално је то била трка која је затварала сезону.
Од 20 великих награда Јапана које су затварале сезону у 11 је победник шампионата одређиван баш на овој трци.
Пре 1987. године трке за Велику награду Јапана нису биле у оквиру шампионата формуле 1.
1976. и 1977. трка је вожена на стази Фуџи.
Од 1987. па до 2006. године трка је вожена на стази Сузука, која је чувена по свом специфичном облику који подсећа на цифру осам.

### Скорашње трке
У сезони 2006. се возила последња трка на стази Сузука.
Након што је због проблема са мотором одустао Михеал Шумахер, трку је освојио Фернандо Алонсо, а тиме је и практично обезбедио себи титулу за сезону 2006.
Иначе, ово је Шумахеру била претпоследња трка у каријери.
У сезони 2007. ова трка се возила као 15. трка по реду, 30. септембра.
Протекла је у знаку Луиса Хамилтона, који је остварио пол позицију, најбржи круг и освојио гран при.
У сезони 2008. трка се возила 12. октобра на стази Фуџи, као 16. трка у сезони.
Иако је Хамилтон имао пол позицију, на трци је тријумфовао Фернандо Алонсо.
У наредне три сезоне, трка се вратила на стазу Сузука. У сезонама 2009. и 2010. је победио Себастијан Фетел у Ред Булу. Прошле сезоне је победу забележио Џенсон Батон док је Ред Бул на тој трци обезбедио другу узастопну конструкторску титулу.
На Великој награди Јапана у сезони 2012 је поново победио Себастијан Фетел у Ред Булу, а следили су га Маса у Ферарију и домаћи возач Камуи Кобајаши у Зауберу.
У сезони 2013 опет је победио Себастијан Фетел у Ред Булу, иако је неко време лидер трке био Ромен Грожан из Лотуса. Велика награда Јапана 2014. године остала је запамћена по тешком удесу Жила Бјанкија из Марусије који је ударио у трактор поред стазе великом силином и остао у коми. Преминуо је девет месеци након удеса. Трка је прекинута четири круга пре краја, лидер је био Луис Хамилтон који је проглашен победником.

## Победници трка
Највише победа на ВН Јапана је имао Михаел Шумахер - чак шест у периоду од 1995. до 2004.
Четири победе има Себастијан Фетел, а по две су остварили Герхард Бергер, Аиртон Сена, Дејмон Хил, Мика Хакинен, Фернандо Алонсо и Луис Хамилтон.
| Година | Возач            | Конструктор        | Локација |
| ------ | ---------------- | ------------------ | -------- |
| 2024   | Макс Верстапен   | Ред бул Хонда РБПТ | Сузука   |
| 2017   | Луис Хамилтон    | Мерцедес           | Сузука   |
| 2016   | Нико Розберг     | Мерцедес           | Сузука   |
| 2015   | Луис Хамилтон    | Мерцедес           | Сузука   |
| 2014   | Луис Хамилтон    | Мерцедес           | Сузука   |
| 2013   | Себастијан Фетел | Ред Бул Рено       | Сузука   |
| 2012   | Себастијан Фетел | Ред Бул Рено       | Сузука   |
| 2011   | Џенсон Батон     | Макларен           | Сузука   |
| 2010   | Себастијан Фетел | Ред Бул Рено       | Сузука   |
| 2009   | Себастијан Фетел | Ред Бул Рено       | Сузука   |
| 2008   | Фернандо Алонсо  | Рено               | Фуџи     |
| 2007   | Луис Хамилтон    | Макларен Мерцедес  | Фуџи     |
| 2006   | Fernando Alonso  | Рено               | Сузука   |
| 2005   | Кими Рејкенен    | Макларен Мерцедес  | Сузука   |
| 2004   | Михаел Шумахер   | Ферари             | Сузука   |
| 2003   | Рубенс Барикело  | Ферари             | Сузука   |
| 2002   | Михаел Шумахер   | Ферари             | Сузука   |
| 2001   | Михаел Шумахер   | Ферари             | Сузука   |
| 2000   | Михаел Шумахер   | Ферари             | Сузука   |
| 1999   | Мика Хакинен     | Макларен Мерцедес  | Сузука   |
| 1998   | Мика Хакинен     | Макларен Мерцедес  | Сузука   |
| 1997   | Михаел Шумахер   | Ферари             | Сузука   |
| 1996   | Дејмон Хил       | Вилијамс-Рено      | Сузука   |
| 1995   | Михаел Шумахер   | Бенетон-Рено       | Сузука   |
| 1994   | Дејмон Хил       | Вилијамс-Рено      | Сузука   |
| 1993   | Аиртон Сена      | Макларен-Форд      | Сузука   |
| 1992   | Рикардо Патрезе  | Вилијамс-Рено      | Сузука   |
| 1991   | Герхард Бергер   | Макларен-Хонда     | Сузука   |
| 1990   | Нелсон Пике      | Бенетон-Форд       | Сузука   |
| 1989   | Алесандро Нанини | Бенетон-Форд       | Сузука   |
| 1988   | Аиртон Сена      | Макларен-Хонда     | Сузука   |
| 1987   | Герхард Бергер   | Ферари             | Сузука   |